# Lek
O lek ou, em português, leque (plural em albanês: lekë; plural em português: lekes ou leques; símbolo L; código ISO 4217: ALL) é a moeda da Albânia. Se subdivide em 100 qindarka (singular qindarkë), no entanto a subdivisão caiu em desuso.
O lek tem valor equivalente a 0,011 Dólar Americano

## Nomes
O primeiro lek foi introduzido em 1926 pelo Rei Ahmet Zogu. O segundo lek (1947) foi introduzido por Enver Hoxha, presidente albânio com poderes ditatoriais, quando se introduziu o nome qindarkë que vem da expressão qind, que em albanês, significa "cento". Devido esta origem, também é considerado correto traduzir o termo qindarkë para centésimos ou centavo.

## Moedas
Em 1965, moedas de alumínio (com data de 1964) foram introduzidas nas denominações de 5, 10, 20 e 50 centavos e de 1 lek. Em 1995 e 1996, uma nova série de moedas foi introduzida com as denominações de 1, 5, 10, 20, 50 lekë. A série foi acrescida da moeda bimetálica de 100 lekë no ano 2000.
O anverso possui variados desenhos e a inscrição "Republika e Shqipërisë" (República da Albânia), além do ano que foi cunhada. O reverso de todas apresentam o valor de face sobre ramos.
- 1 lek: Pelicano
- 5 lekë: A águia representada na Bandeira da Albânia
- 10 lekë: Castelo na cidade de Berati
- 20 lekë: Navio Liburniano
- 50 lekë: Retrato do Rei da Ilíria Gêncio
- 100 lekë: Retrato da Rainha da Ilíria Teuta